# Hippuriphila
Hippuriphila là một chi bọ cánh cứng trong họ Chrysomelidae.
Chi này được miêu tả khoa học năm 1860 bởi Foudras.

## Các loài
Chi này gồm các loài:
- Hippuriphila modeeri Linnaeus, 1761